# Forteresse de Gütsch
La forteresse de Gütsch (désignation de l'armée suisse A8685) était un poste d'artillerie suisse près de la commune d'Andermatt dans le canton d'Uri. Elle fut construite en 1942 au plus fort de la Seconde Guerre mondiale à une altitude de 2 300 m sous le vieux fort Stöckli. La forteresse peut être atteinte par la route derrière Nätschen ou avec le téléphérique de Göschenen.
Les fortifications de Gütsch et ses canons sur tourelles jouaient un rôle essentiel de défense de la région d'Andermatt. Construit pour la 9e Division en tant que substitut partiel au Fort Stöckli et à l'armement obsolète des forts Bäzberg et Buhl, le fort fut déclassé en 1995 ; il est maintenant le site d'une station météorologique et d'un parc éolien.

## Description
La construction de la forteresse a débuté en août 1941 et s'est achevée en octobre 1942. Le fort était devenu pleinement opérationnel en juin 1944, après la finition des travaux intérieurs. Les coûts de construction se sont élevés à 11,6 millions CHF. La forteresse logeait 300 soldats.
La forteresse est creusée dans le rocher, y compris les casemates, le logement et les infrastructures de base. Les remparts pour armes à feu individuelles datent de la Première Guerre mondiale et servaient à protéger le fort Stöckli. De nombreuses positions et des abris furent créés pour la défense anti-aérienne. Le travail a été complété par deux positions de tir vers le col de la Furka ou le col du Lukmanier. Des abris supplémentaires furent ajoutés durant la guerre froide (type U4, U12).
L'armement se composait de :
- trois tourelles blindées avec canons de 10,5 cm avec une vue sur 360 degrés et une portée de 22 km ;
- trois casemates doubles avec cinq mitrailleuses (MG 11) et des mitrailleuses légères pour la défense extérieure ;
- quatre canons de 20 mm.

## Utilisation actuelle
La forteresse de Gütsch est l'une des stations météorologiques de haute altitude les plus importantes de MétéoSuisse. La station est particulièrement bien placée pour obtenir le vent à ce niveau dans les tempêtes provenant de l'ouest et noter l'effet de foehn qui affecte régulièrement la Suisse et l'ensemble des Alpes.
Sur la crête près de la forteresse fut construit le parc éolien de Gütsch Elektrizitätswerk Urseren, comptant quatre grandes éoliennes.

## Galerie

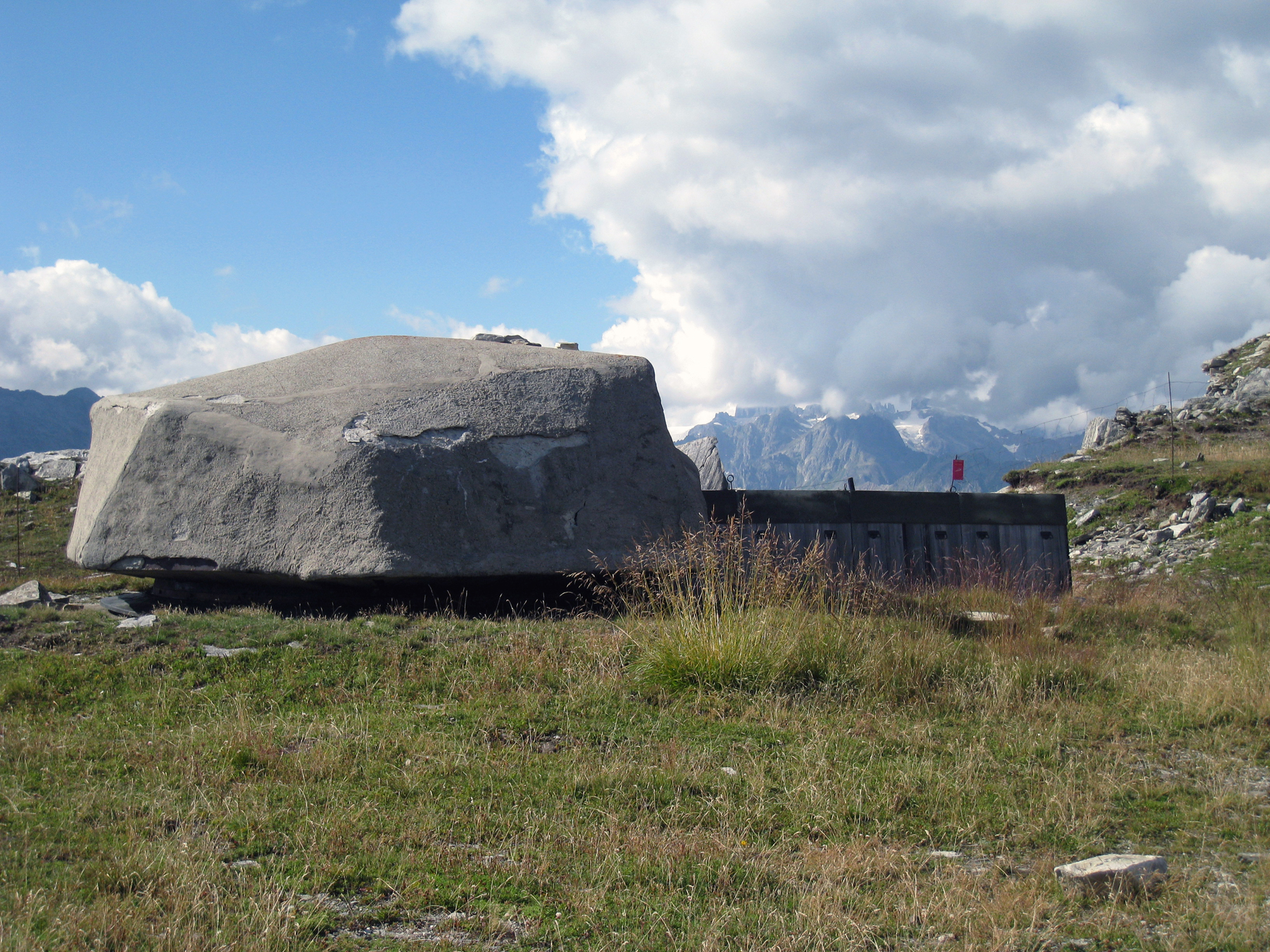
La tourelle blindée 1 avec canon de 10,5 cm
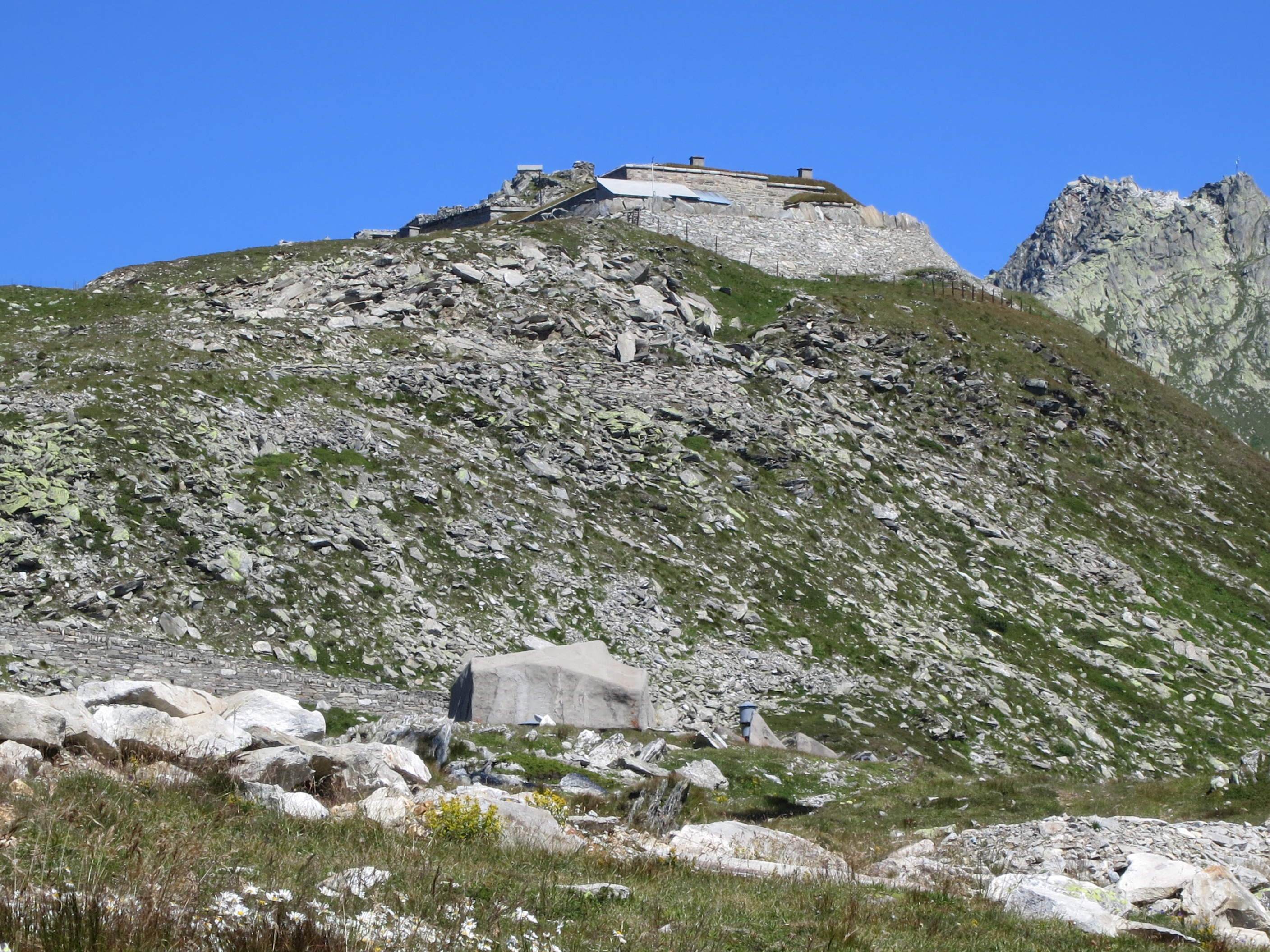
La tourelle 3 avec le Fort Stöckli en arrière-plan
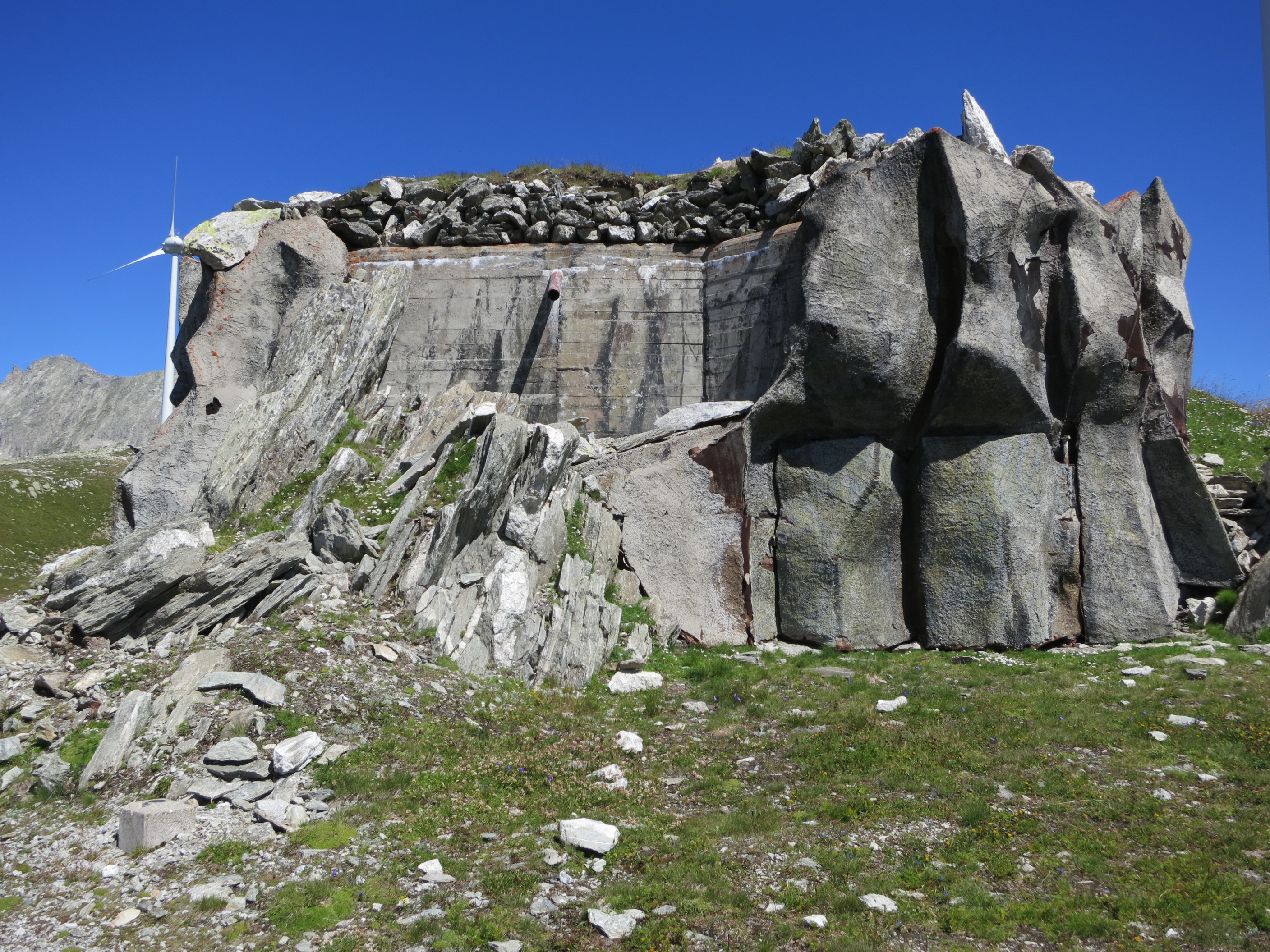
La casemate mitrailleuse Ouest
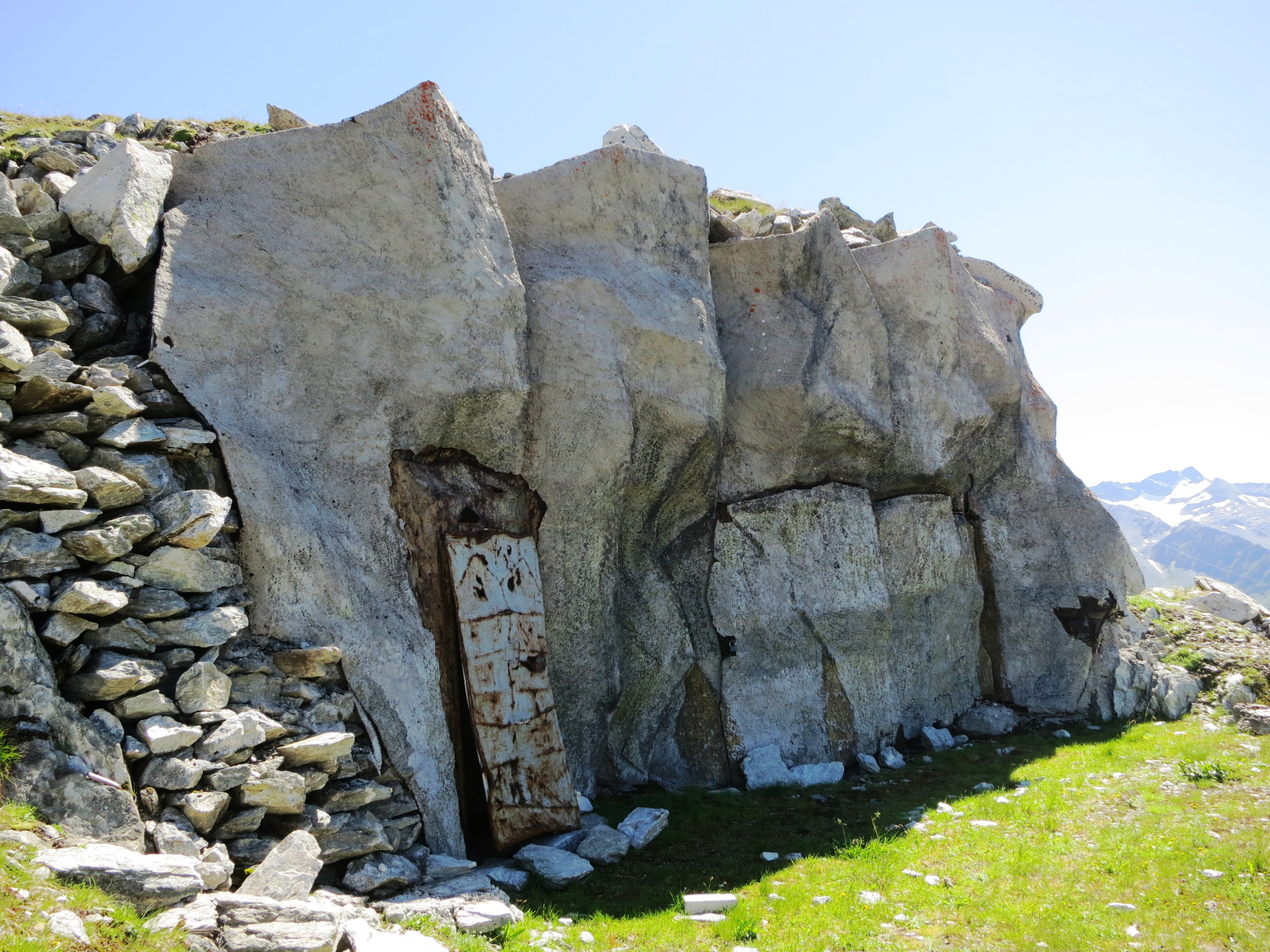
La casemate mitrailleuse Sud
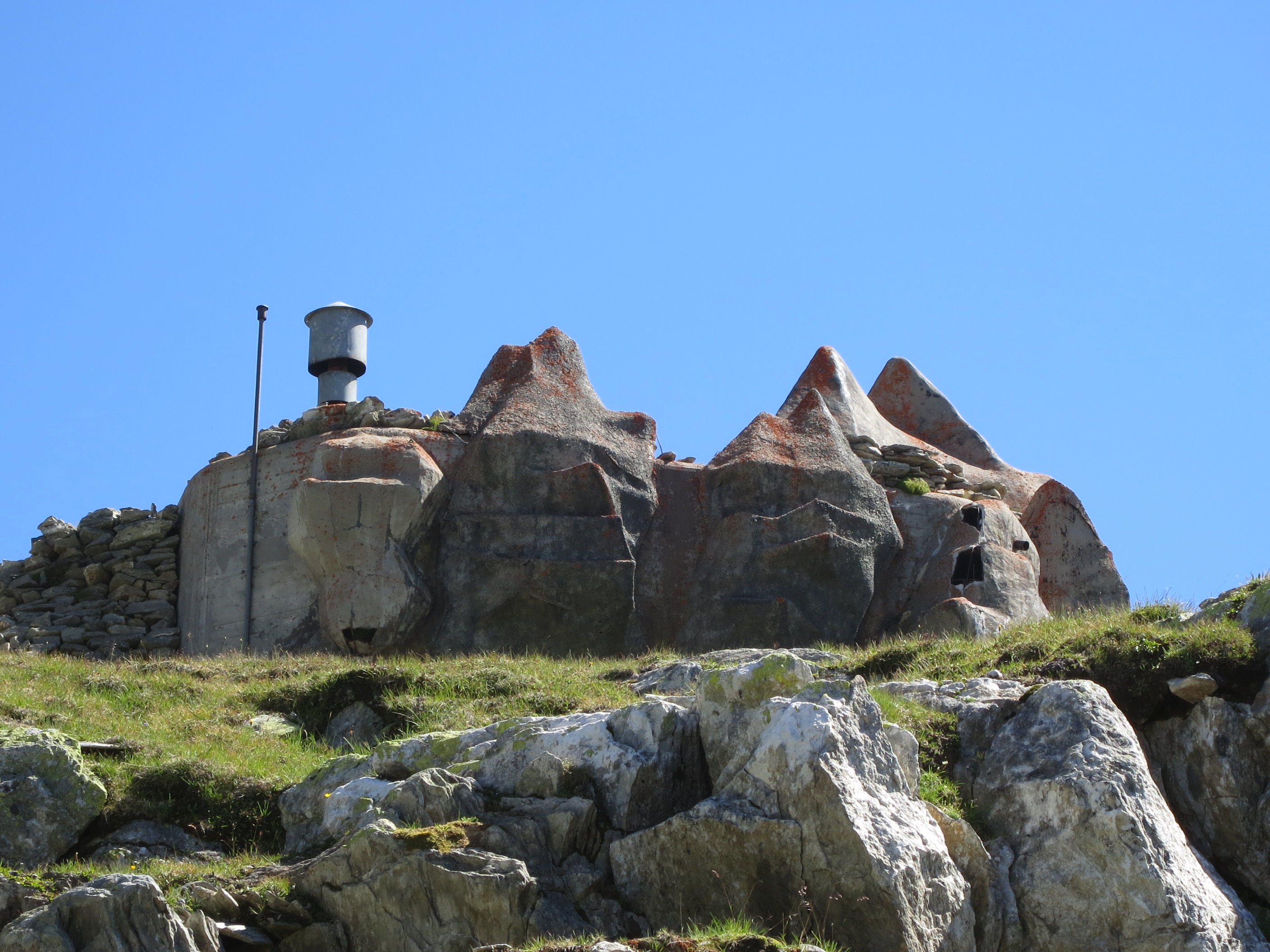
La casemate mitrailleuse Est
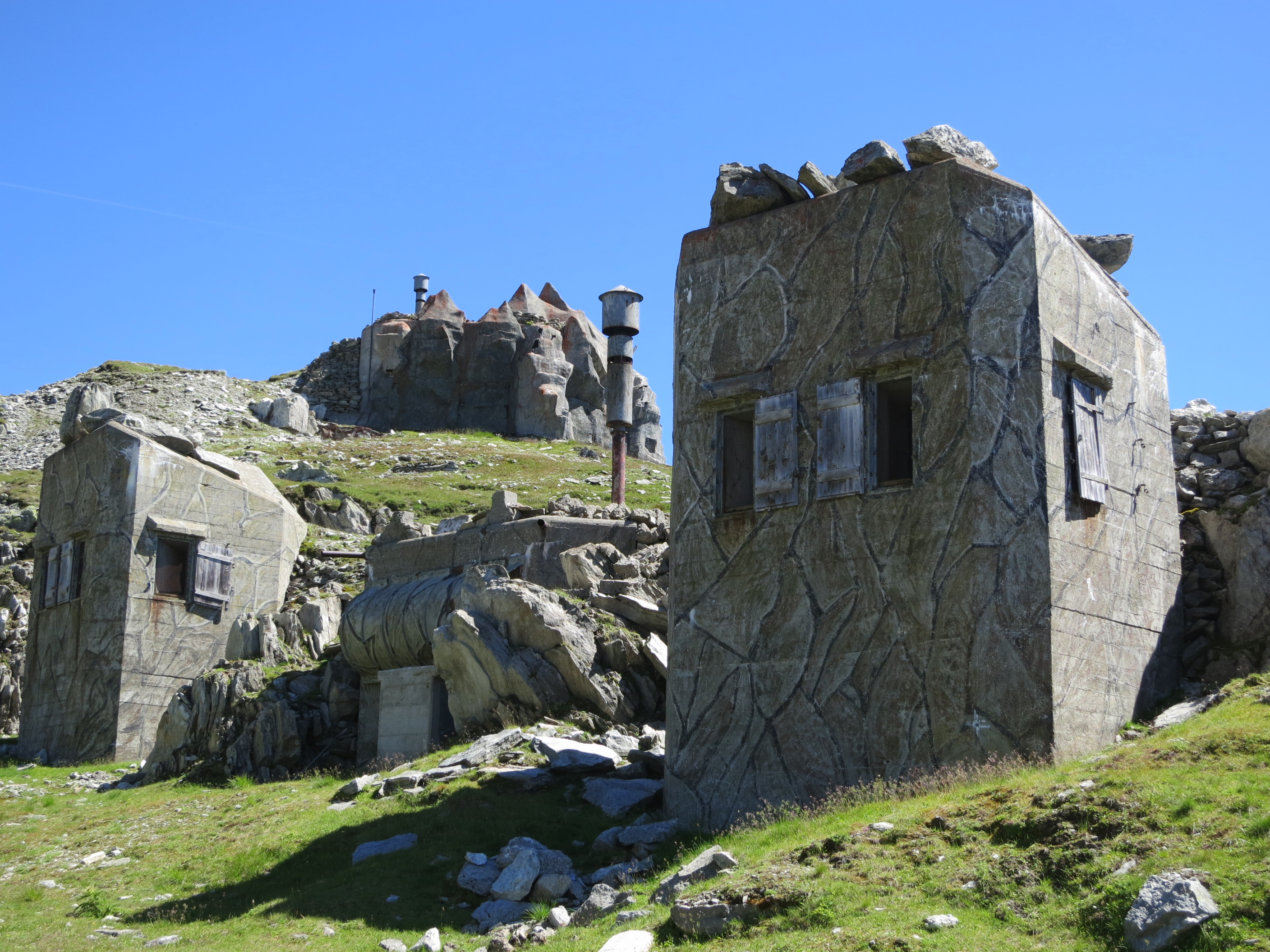
Les échappements des moteurs avec l'issue de secours au centre et la casemate mitrailleuse Est en arrière-plan
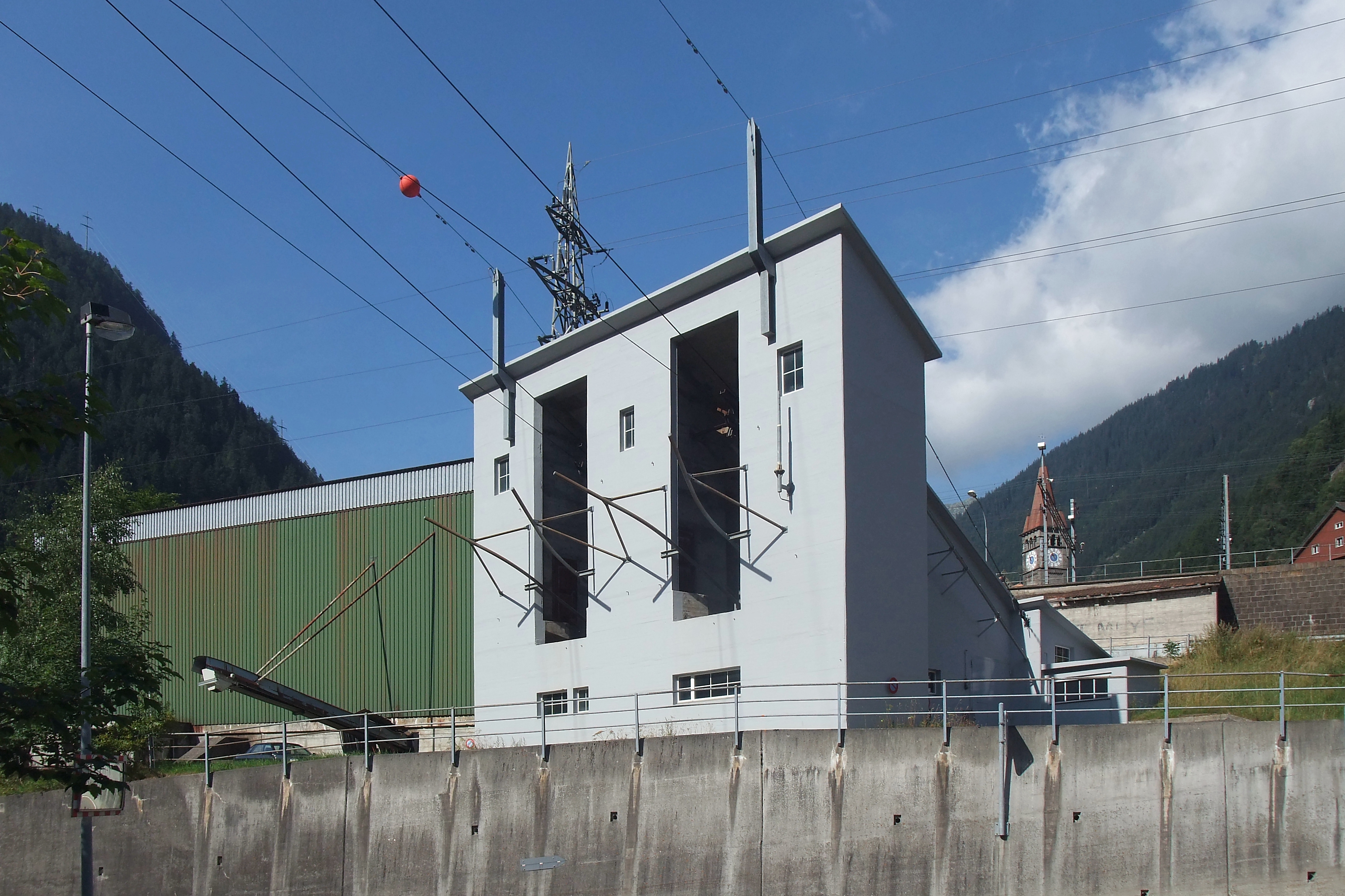
La station aval du téléphérique à Göschenen
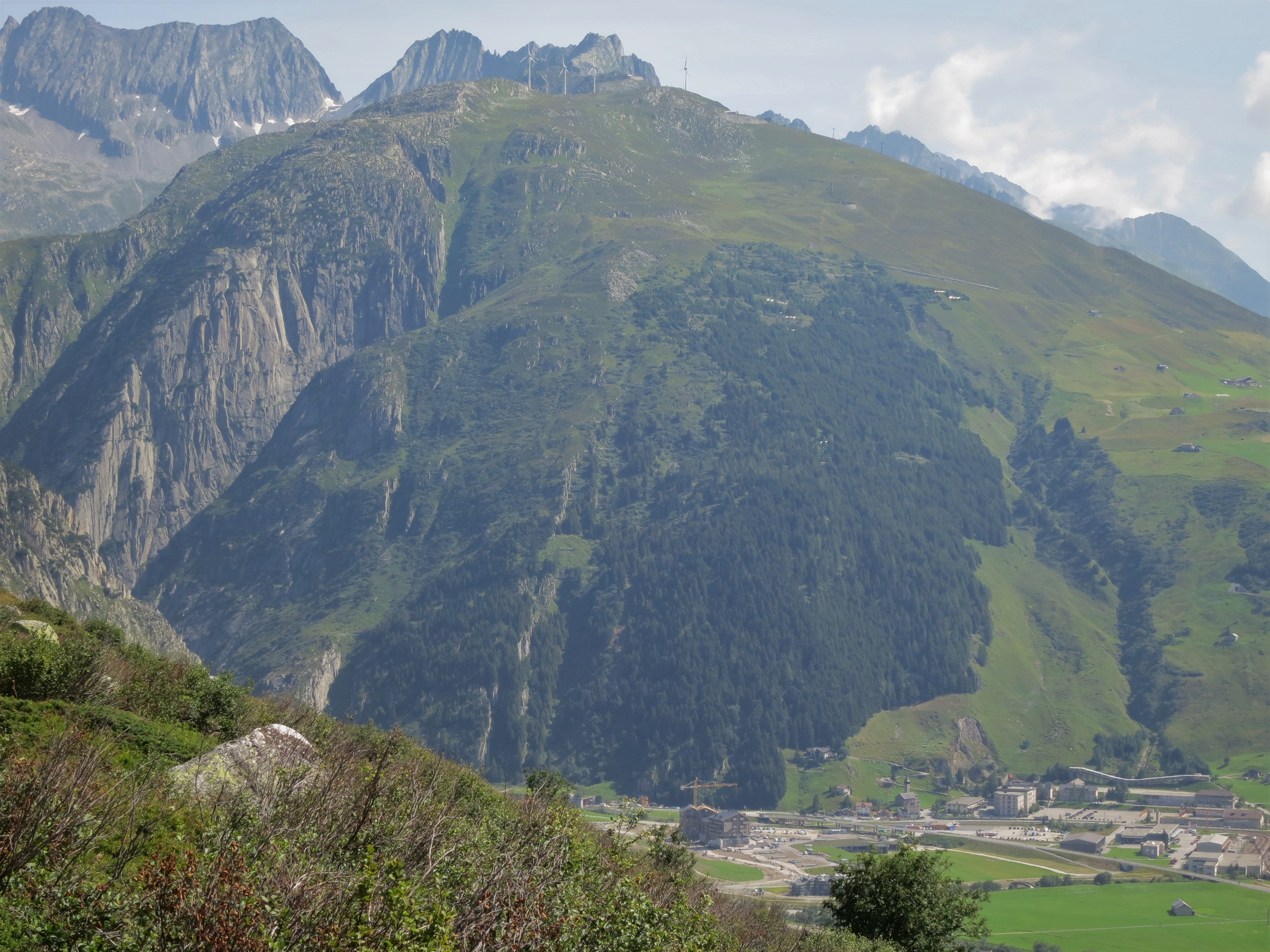
Dans la vallée à droite, la caserne d'Andermatt, à gauche la partie amont des gorges des Schöllenen, au centre les éoliennes de Glütsch sur le site du fort.